# Дивідендна політика
Дивідендна політика — складова загальної фінансової політики акціонерного товариства, спрямована на зростання ринкової вартості акцій. В процесі дивідендної політики визначаються пропорції розподілу чистого прибутку між власниками підприємства (акціонерами) і прибутком, який реінвестується. Обґрунтована дивідендна політика дозволяє власникам знайти компроміс між отриманням поточних доходів у вигляді дивідендів та майбутніх доходів від зростання вартості корпоративних прав. Дивідендна політика означає прийняття рішень керівництвом підприємства щодо виплати прибутки у вигляді дивідендів або утримувати їх для інвестування.

## Фактори
На дивідендну політику впливає низка факторів. Найтиповішими з них є:
- різноманітні кредитні та фінансові обмеження;
- диференційні податкові ставки на дивіденди та доходи з приросту капіталу;
- сприятливі форми інвестування у певні періоди;
- бажання акціонерів отримувати доходи в поточному періоді, а не в майбутньому (або навпаки);

У сумі ці та інші фактори визначають оптимальну дивідендну політику.
Оптимальна дивідендна політика — це така політика, яка максимізує ціну акцій підприємства. Оптимізація дивідендної політики — це оптимізація співвідношення між прибутком, що виплачується у вигляді дивідендів, і тим, який реінвестується з метою максимізації доходів власників.

## Теорії дивідендної політики
Формуванню оптимальної дивідендної політики в країнах з розвинутою ринковою економікою присвячені численні теоретичні дослідження. Найбільш розповсюдженими теоріями, пов'язаними з механізмом формування дивідендної політики, є:
1. Теорія незалежності дивідендів
2. Теорія переваги дивідендів (або «синиця в руках»)
3. Теорія мінімізації дивідендів (або «теорія податкових переваг»)
4. Сигнальна теорія дивідендів (або «теорія сигналізування»)
5. Теорія відповідності дивідендної політики складу акціонерів (або «теорія клієнтури»)

## Види
В залежності від стратегічних цілей, які перед собою ставить акціонерна корпорація, можуть застосовуватись наступні види дивідендної політики:

### Політика «нульового» дивіденду
Політика «нульового» дивіденду полягає в цілковитій відсутності виплати дивідендів. Тобто компанія свідомо попереджає акціонерів про «нульову» дивідендну політику, а акціонери підтверджують свою згоду (чи незгоду) з даною політикою, голосуючи за це фактами купівлі (чи продажу) акцій компанії. Прикладом «нульової» дивідендної політики може служити корпорація «Microsoft», яка взагалі не виплачує дивідендів. Така політика виправдана у випадку корпорації «Microsoft», оскільки ринкова ціна акцій даної компанії понад 10 разів перевищує балансову ціну, тобто ту кількість власного капіталу, яка еквівалентна одній акції.

### Політика «100%» дивіденду
Даний вид політики передбачає виділення 100 % нерозподіленого прибутку на виплату дивідендів. Виділення 100 % чистого прибутку на виплату дивідендів фактично означає, що в розпорядженні компанії не надходить нерозподілений прибуток, отриманий у даному обліковому періоді. Таким чином, за даної облікової політики не відбувається збільшення власного капіталу компанії, а отже, і не закладається фінансова база для наступного зростання курсу акцій. Така політика може бути виправдана виключно для підприємств, які обмежені у зростанні специфікою своєї діяльності. Наприклад, підприємства, що займаються видобутком корисних копалин.

### Політика фіксованого дивіденду
Політика фіксованого дивіденду полягає у виділенні однієї та тієї самої абсолютної величини дивідендів із розрахунку на одну акцію. Оскільки чистий прибуток корпорації має тенденцію становити різну величину в різних облікових періодах, то для збереження фіксованої абсолютної величини дивіденду на одну акцію виділяють регульовану та завжди різну частину доходу на виплату дивідендів. У ситуаціях, коли немає чистого прибутку компанії в даному обліковому періоді, на виплату дивідендів можуть скерувати резервний фонд компанії. Політика фіксованого дивіденду ординарно характерна для привілейованих акцій, проте певні корпорації можуть застосовувати її також до звичайних акцій.

### Політика фіксованого дивіденду з преміальними виплатами
Політика фіксованого дивіденду з преміальними виплатами передбачає на додаток до фіксованої (гарантованої) частини дивідендів ще і додаткові преміальні виплати в ті періоди, коли керівництво компанією вирішить їх виплатити. Преміальні кошти виплачуються тоді, коли компанія досягає позитивних фінансових результатів. Такі преміальні виплати, як правило, — позитивний чинник для курсу цінних паперів корпорації, оскільки відповідно до теорій поведінки інвесторів на фондовому ринку останні чекають позитивних змін у дивідендній політиці.

### Політика виділення на дивіденди фіксованого відсотка з прибутку
Політику виділення на дивіденди фіксованого відсотка з чистого прибутку традиційно вважають найпоширенішою. Сутність даної дивідендної політики визначається методом обчислення дивідендів із розрахунку на одну акцію. Для такого обчислення, спочатку вирішують, яку частку чистого прибутку може бути виділено на виплату дивідендів. Потім знаходять абсолютне значення даної частки чистого прибутку. Це і буде сума виділена на виплату дивідендів за акціями. Для того, щоб знайти суму дивідендів, яка припадає на одну акцію, потрібно суму, виділену на виплату дивідендів за акціями, поділити на кількість звичайних акцій, що перебувають в обігу.
Специфікою даної дивідендної політики є наявність сезонних аномалій у прибутках корпорацій в залежності від специфіки їхньої операційної діяльності. Це пов'язано, перш за все, із сезонністю їхнього продажу. Чистий прибуток та сума, призначена для дивідендних виплат, виступають тісно пов'язаними величинами з продажами компанії, тобто вони переважно коливаються відповідно до сезонності продажу.

### Прогресивна дивідендна політика
Прогресивна дивідендна політика передбачає поступове постійне збільшення дивідендних виплат із розрахунку на одну акцію. Дуже часто це поступове збільшення дивідендів проявляється постійним темпом приросту дивідендних виплат. Практика країн із розвинутими ринковими економічними системами показує, що більшість акціонерних корпорацій здійснюють поквартальну виплату дивідендів.

### Регресивна дивідендна політика
Такий вид дивідендної політики передбачає стале та поступове зменшення дивідендних виплат, що еквівалентно їх приросту з від'ємним темпом. Це найменш популярний вид дивідендної політики серед акціонерів. Застосування даної політики часто приводить до того, що акціонери вирішують продати акції даної корпорації. Якщо прогресивна дивідендна політика часто приводить до зростання курсу акцій, то регресивна — до падіння. Однак, акціонерні товариства часто бувають змушені застосовувати дану дивідендну політику в силу об'єктивних обставин. Однією із таких причин є зростання конкуренції, що часто приводить до зменшення величини чистого прибутку, а тим самим зменшення ставки дивідендної виплати.

### Політика негрошових виплат
Дана політика функціонує у ситуаціях, коли є брак потрібних фінансових ресурсів, саме тому акціонерні корпорації вдаються до політики негрошових дивідендних виплат. У цьому випадку замість прямих грошових дивідендних виплат використовують, як правило, найближчі грошові замінники. Заслуговує на увагу політика виплати дивідендів випуском нових цінних паперів, наприклад, акцій чи облігацій.

### Політика нагромаджених кумулятивних дивідендів
Політика нагромаджених кумулятивних дивідендів застосовуються у випадках, коли, не бажаючи застосовувати політику негрошових виплат та не маючи достатніх фінансових ресурсів для грошових дивідендних виплат, корпорація вирішує застосувати політику нагромаджених грошових дивідендів. У цьому випадку дивіденди оголошуються, проте виплата їх відкладається до моменту більш економічно сприятливих можливостей.